# Holy Ghost (singolo)
Holy Ghost è un singolo del rapper statunitense Desiigner pubblicato il 24 marzo 2017.

## Tracce
1. Holy Ghost – 3:53